# Lasippa serapica
Lasippa serapica är en fjärilsart som beskrevs av Hans Fruhstorfer 1908. Lasippa serapica ingår i släktet Lasippa och familjen praktfjärilar. Inga underarter finns listade i Catalogue of Life.